# Thorkild Olsen
Thorkild Osvald Olsen (7. juli 1890 i Glumsø – 30. april 1973 på Frederiksberg) var en dansk maler og keramiker, der arbejdede med både fajance og porcelæn. Han var far til arkitekten Jørgen Selchau.
Thorkild Olsen var søn af skræddermester Ole Peder Olsen og Kristine Jensen, tog præliminæreksamen 1906 og blev elev på Den kongelige Porcelainsfabrik under Arnold Krog maj 1908. Han gik på Teknisk Skole og Kunstakademiet fra januar 1911 til januar 1914. 
Olsen var ansat ved Den kgl. Porcelainsfabrik fra 1908, leder af Juliane Marie afd., overglasurmalingsafdelingen, overmaler 1918 og lærer ved Kunsthåndværkerskolen 1926-29.
Thorkild Olsen blev en vigtig samarbejdspartner for Nils Thorsson i dennes genrejsning af Aluminia. Senere blev Olsen en nøglefigur i etableringen i Den kgl. Porcelainsfabriks verdensry. Han arbejdede med både modellering og dekoration, især over- og underglasurmaleri, og han medvirkede ved udvikling af glasurer. I hans tidlige værker, f.eks. en række arbejder i craqueléporcelæn fra 1920'erne, er dekorationen i jernrødt og guld naturalistisk, oftest med botaniske motiver. Siden blev han optaget af at stilisere dekorationen, der til sidst blev til ren abstraktion med udspring i den naturiagttagelse, som spillede en vigtig rolle for ham. 
Hans udgangspunkt var vedvarende naturalismen. Det abstrakte ornament, også anvendt i træsnit og til stoftryk, benyttede Olsen i 1950'erne til arbejder i blødt porcelæn med dekorationer i den gamle kinesiske pourpre de chine-glasur, der blev genskabt sidst i 1940'erne, og til udsmykninger med bleu royal-glasur. Hans sene arbejder er eksperimenter med blanc de chine, forsynet med skæringer og relieffer, der fremhæver massens transparens.
Thorkild Olsen modtog K.A. Larssens Legat 1925 og 1937, støtte fra Den Reiersenske Fond 1925, sølvmedalje på verdensudstillingen i Paris 1925, Laur. Andersen 1935, Diplôme d'honneur på verdensudstillingen i Bruxelles 1935 og i Paris 1937, H.H. Bruun og Højesteretssagfører C.L. Davids Legat for Slægt og Venner 1958. 
Han er repræsenteret i Royal Copenhagen Museum, Kunstindustrimuseet, Museum of Modern Art, New York, Musée des Arts Décoratifs, Paris og Museo Internazionale delle Ceramiche i Faenza. 
Han blev gift 1. gang 12. juni 1920 på Frederiksberg med keramikeren Ellinor Selchau (12. januar 1899 i Svendborg – 12. december 1986 i Kongens Lyngby), datter af gartner Anton Selchau og Margrethe f. Thellefsen. Ægteskabet blev opløst og han giftede sig 2. gang 9. juli 1938 på Frederiksberg med sproglærer Berthe Christensen (16. oktober 10.1913 i Paris, datter af salgsleder hos Rouard, senere direktør for Den kgl. Porcelainsfabrik Christian Vilhelm Christensen og Else Sachs. 

## Udvalgte værker
- Cameliablomster (udst. 1913)
- Blomsterbillede (udst. 1917)
- Gul Primula (udst. 1921)
- Herreportræt (udst. 1922)
- Selvbyggerhuse i byens periferi (udst. 1924)
- talrige blomster- og rejsemotiver, især fra Sydfrankrig (1950'erne-60'erne)
- endvidere koldnålsraderinger, træsnit, forlæg for stoftryk, f.eks. Labyrint (1948), Terrazzo (1948) og Sargasso (1951)

### Keramiske arbejder
- Unikaarbejder, vaser, skåle m.m. i porcelæn, stentøj, fajance, flere spisestel, bl.a.:
- Hjertegræs, Dagmar, Fensmark, Liselund, Mariager, Saltholm, Elisabeth (1930'erne)
- Georgine (tegnet ca. 1940, produceret fra 1950'ernes midte)
- Primavera (1950'erne)
- Hvedekorn (blanc de chine, 1957)